# Rally El Corte Inglés de 1994
El Rally El Corte Inglés de 1994, oficialmente 18.º Rally El Corte Inglés, fue la decimoctava edición, la séptima cita de la temporada 1994 del Campeonato de Europa de Rally y la primera de la temporada 1994 del Campeonato de España de Rally. Se celebró del 25 al 26 de marzo y contó con un itinerario de veintitrés tramos que sumaban un total de 304 km cronometrados.

## Clasificación final
| Pos.    | Piloto                 | Copiloto           | Automóvil                 | Tiempo       | Diferencia |
| General | General                | General            | General                   | General      | General    |
| ------- | ---------------------- | ------------------ | ------------------------- | ------------ | ---------- |
| 1.      | Luis Monzón            | Nazer Ghuneim      | Ford Escort RS Cosworth   | 3:16:19      | 0.0        |
| 2.      | Gustavo Trelles        | Jorge del Buono    | Lancia Delta HF Integrale | 3:18:08      | +1:49      |
| 3.      | Vanio Pasquali         | Luciano Tedeschini | Ford Escort RS Cosworth   | 3:18:39      | +2:20      |
| 4.      | Sergio Pianezzola      | Lucio Baggio       | Lancia Delta HF Integrale | 3:21:05      | +4:46      |
| 5.      | Antonio Ponce          | Sebastián García   | Mitsubishi Galant VR-4    | 3:22:47      | +6:28      |
| 6.      | Oriol Gómez            | Marc Martí         | Renault Clio Williams     | 3:24:07      | +7:48      |
| 7.      | Josep María Bardolet   | Álex Romaní        | Opel Astra GSi 16V        | 3:27:25      | +11:06     |
| 8.      | Carlos Alonso-Lamberti | José Carlos Déniz  | Nissan Sunny GTI-R        | 3:27:53      | +11:34     |
| 9.      | Luis Climent           | José Antonio Muñoz | Opel Astra GSi 16V        | 3:29:43 5:00 | +13:24     |
| 10.     | Gregorio Picar         | Andrés Castro      | Ford Escort RS Cosworth   | 3:31:31      | +15:12     |
| España  |                        |                    |                           |              |            |
| 1.      | Oriol Gómez            | Marc Martí         | Renault Clio Williams     | 3:24:07      | 0.0        |
| 2.      | Josep María Bardolet   | Álex Romaní        | Opel Astra GSi 16V        | 3:27:25      | +3:18      |
| 3.      | Luis Climent           | José Antonio Muñoz | Opel Astra GSi 16V        | 3:29:43 5:00 | +5:36      |